# Гойсдорф
Гойсдорф (нім. Hoisdorf) — громада в Німеччині, розташована в землі Шлезвіг-Гольштейн. Входить до складу району Штормарн. Складова частина об'єднання громад Зік.
Площа — 35,71 км2. Населення становить 3572 ос. (станом на 31 грудня 2020).